# Fontitrygon
Fontitrygon is een geslacht uit de familie van pijlstaartroggen (Dasyatidae), orde Myliobatiformes.

## Soortenlijst
- Fontitrygon colarensis (Santos, Gomes & Charvet-Almeida, 2004)
- Fontitrygon garouaensis (Stauch & Blanc, 1962)
- Fontitrygon geijskesi (Boeseman, 1948)
- Fontitrygon margarita (Günther, 1870) - Madeliefje Pijlstaartrog
- Fontitrygon margaritella (Compagno & Roberts, 1984) - Parel Pijlstaartrog
- Fontitrygon ukpam (Smith, 1863)